# Classe Besat
La classe Besat (en persan : بعثت, littéralement « mission prophétique ») est une classe de sous-marins d'attaque conventionnels en cours de construction par l’Iran.

## Historique
Le 25 août 2008, le ministre iranien de la Défense, Mostafa Mohammad-Najjar, a annoncé que l’Iran avait commencé à construire le premier sous-marin de la classe Qaaem, qui sera capable de transporter et de tirer divers types de torpilles et de missiles sous-marins. Depuis 2012, les responsables iraniens n’ont pas mentionné la classe Qaaem et il n’est pas clair si elle a été développée davantage, ou s’est transformé en projet Besat.